# Aeropuerto de Ujtá
El Aeropuerto de Ujtá (ruso: Аэропорт Ухта; ICAO: UUYH; IATA: UCT) es un aeropuerto situado a 5 km al este de la ciudad de Ujtá, en la República Komi, en Rusia. 
El espacio aéreo está controlado desde el FIR de Syktyvkar (ICAO: UUYY)
La operadora del aeropuerto es la compañía rusa Komiaviatrans.

## Pista
El aeropuerto de Ujtá dispone de una pista de asfalto en dirección 18/36 de 2.656x45 m. (8.713x147 pies). 
El pavimento es del tipo 24/R/B/X/T.
Es adecuado para ser utilizado por los siguientes tipos de aeronaves : AN-12,  An-24, An-26, IL-18, IL-76, IL-114, Yak-40, Yak-42, Tu-134, Tu-154, ATR 42, EMB 120R, y otros tipos de clases III y IV, y todos los tipos de helicópteros.
- Limitaciones:[2]

Il-76, ATR-42, EMB-120ER si llevan lanza de remolque a bordo. 

## Compañías y destinos
| Nombre compañía | Destinos                  |
| --------------- | ------------------------- |
| Gazpromavia     | Moscú-Vnukovo y Krasnodar |
| UTair Aviation  | Moscú-Vnukovo             |
| UTair-Express   | Syktyvkar y Pechora       |